# Бесар
Гора Бесар (індонез. Gunung Besar, що означає: Велика гора) — стратовулкан на південному сході Суматри, Індонезія. У кратері можна знайти невеликі поклади сірки. Велике сольфатарне поле під назвою Марга-Баюр розташоване вздовж його північно-південно-західного флангу або системи розломів Семангко.